# Heksejagt
Heksejagt er navnkundigt brugt om den forfølgelse af hekse der fandt sted i Europa i tidlig moderne tid - hovedsageligt indtil omkring år 1700 og i det vestlige og centrale Europa samt Skandinavien. Især var det kvinder der blev anklaget for at være hekse, men mænd blev også anklaget for trolddom. Ifølge forskellige opgørelser kan antallet af henrettelser opgøres til mellem 40.000 og 50.000, i alt menes 100.000 personer, hvis ikke flere, at være blevet forfulgt. Kirken stod som kilde til middelalderens hekseforfølgelser, men det er ligeså velkendt at datidens lærde, landsbyboere, borgere og øvrighedspersoner, i nogle tilfælde - som i Danmark - også kongen, karakteriserede hekseprocesserne.
Omend på baggrund af regionale forskelligheder kan det i flere tilfælde eftervises at lokalegnens skik og brug og øvrighedens retslige indgriben har været to sider af samme sag, som en håndtering af økonomisk relaterede eller sociale ændringer.
I dagligsproget dukker 'heksejagt' nok oftest op i overført betydning, til at beskrive hvad man anser som urimelig forfølgelse.

## Galleri
- Pamflet om henrettelsen af en heks beskyldt for nedbrænde byen Schiltach i 1531.
- Torturmetoder i brug i en tysk hekseproces, 1509.
- En kvinde brændes i Willisau, Schweiz i 1447.
- Et tysk heksebål.

## Udviklingstræk
Mange af de magiske formler og ritualer, de kloge folk udførte, indeholdt katolske elementer eller var en direkte overtagelse af nu afskaffede katolske ritualer.
Heksejagt er en mangesidig tematisering, men beskrives ofte med relation til overtro, religion og retspraksis. Mest dokumenteret er den religiøse og retslige fordømmelse af trolddom: Bevaret som retsprotokoller og teologiske studier - dæmonologien. Mindre håndgribelig synes den mere folkelige overtro, såsom den lokalkendte tradition at signe, dels også datidens interesse for okkultisme. Heksejagten blev allerede kritiseret af Erasmus (1509) "Til Tåbelighedens Pris", for endelig i 1700-tallet, oplysningstiden, at blive anset for fornuftsstridig.
I den tidligste historisering af heksekunsten, Malleus maleficarum fra 1486, findes den beskrevet ikke som en tradition, men tværtimod en nyere praksis med arkaiske træk. Kunne retsprotokollernes og de teologiske værkers beskrivelse af heksekunst også forstås som lærde konstruktioner, så fandt til gengæld Jakob Grimm her spor efter en "førkristlig indfødt - »germansk« - mytologi". I slutningen af 1800-tallet og i den første halvdel af 1900-tallet dukker nuancerede studier af trolddom op, der både befatter sig med okkultismens andel, psykologiske aspekter, og som et socialt fænomen. Den feministiske perspektivering af heksekunsten findes både akademisk og som et praktisk-etisk fænomen - nyhedenskab - også fra begyndelsen af 1900-tallet.
Den lærde udredning over dæmonologi vandt indpas i teologiske skrifter, allerede kendt i 1200-tallet, men først et par århundreder senere, i 1400-tallet, af den karakter der kom til at præge heksejagten. Netop i århundrederne efter årtusindskiftet prægedes den romersk-katolske kirke af indre som ydre stridigheder - de reformivrige munkeordener, investiturstriden - men mere relevant opstod også den katolske inkvisition hvis virke var at føre kamp mod kætterske bevægelser. Inkvisitionen blev kendt og frygtet, syd for Rhinen, hvor katharerne kom til at lægge navn til begrebet 'kætter'. Også enkeltpersoner blev mål for inkvisitionen, og her må nævnes Galileo Galilei og Giordano Bruno, en dominikansk teolog.
Dæmonologiens lære om djævelens magt over hekse blev meget studeret i 1400-tallet, så at der i dag kendes et helt korpus af bøger om hekselære. Ligeledes i 1500-tallet blev der forfattet en mængde skrifter om dæmonologi. Bemærkelsesværdig er her filosoffen Jean Bodin, ophavsmand til enevældets ideologi, med sin De Magorum Daemonomania i 1580 med 20 udgaver på 20 år på fire sprog. Ifølge Bodin er der 50 hekse for hver troldmand, for kvinder er svagere af natur og giver lettere efter for djævelen. Alle midler - såsom tortur - måtte tages i brug for at komme dette uvæsen til livs, også elementerne, for ild ville rense verden for trolddom (hvoraf heksebålene), mens vand ville afsløre enhver heks; for sank hun, var hun uskyldig, men afviste vandet hende og lod hende flyde, var hun skyldig.
Dæmonologien hørte ikke til den del af den katolske kirkes lære, som Luthers tilhængere forkastede. Luther var selv meget overtroisk og mente, en af hans yngre søskende blev dræbt af en heks. På samme vis mente han, at retarderede børn skulle druknes, "for åndssvage børn er skiftinger, født af kvinder, der har haft omgang med djævelen […] De børn skal druknes, ikke af medlidenhed, men fordi djævelen hos skiftinger har taget sjælens plads".
I 1602 offentliggjorde den tyske præst Anton Praetorius bogen Gründlicher Bericht von Zauberey und Zauberern (= Grundig redegørelse om hekseri og heksemestre). Praetorius skrev og talte imod brugen af tortur og hekseprocesser i det hele taget.
Men heksejagten tog sin begyndelse i de katolske kredse: Dels da den katolske inkvisition omkring 1300-tallet også opsporede overtro og tryllekunst. De der kom under sådanne anklager blev herefter overgivet til de verdslige øvrigheder og skikken førte til den verdslige myndighed såvel tog på sig at opspore hekse, i 1300-tallet. Dels mere formelt i 1484 da pave Innocens 8. udstedte bullen
Summis desiderantes affectibus (de)
om at opspore udøvere af heksekunst - både mænd og kvinder - i visse dele af det nordlige Tyskland samt flere større byer i Rhin-området, og yderligere i 1486 hvor de to pavelige inkvisitorer i Tyskland - dvs. det Tysk-romerske rige - Heinrich Krämer og Jakob Sprenger - begge dominikanerer - udgav Heksehammeren (Malleus maleficarum), nærmest en håndbog i heksejagt. Den nyopfundne trykkekunst sørgede for en hurtig udbredelse. I England rejste heksejægere rundt og så efter kvinder med usårlige "heksemærker" på kroppen. I Tyskland stod de anklagede overfor en juridisk velskolet dommerstand og rutinemæssig tortur ved afhøringer. I Spanien tog inkvisitionen hånd om heksejagten, men forholdt sig skeptisk, og efter 1620 er der langt mellem dødsdommene.
I Danmark, og altså efter reformationen, kendes kong Christian 4. og hans svoger Jakob 6. af Skotland og 1. af England begge som overtroiske. Med sit skrift Daemonologie fra 1597, blev Jakob 6. den eneste konge i historien der kom til at udgive et skrift om trolddom, og han deltog også ved afhøringen af kvinder anklaget for udøvelse af heksekunst. Det spekuleres at hans mor Maria Stuarts voldsomme død må have påvirket ham stærkt.
Christian 4. og Jakob 6. var begge overbevist om, at skotske hekse fremkaldte stormen, der rasede hele efteråret 1589, da kong Christians søster Anna skulle til Skotland for at vies til Jakob. Heksene (eller stormen) fik næsten forhindret ægteskabet, men til sidst rejste Jakob til Norge, hvor det kongelige bryllup stod i Oslo. Efter dette erklærede Jakob sig som djævelens største fjende, og hekseforfølgelserne i Skotland blev da også brutale.

### Torturen
Først under afhøringen af den dømte efter domfældelsen, der ofte foregik under tortur, trådte den teologiske kobling mellem trolddom, djævlepagt og afsværgelsen af Gud frem i de dømtes tilståelser. Formålet med den efterfølgende afhøring var at få den dømte til at udlægge eventuelle medsammensvorne samt tilstå, hvor og hvordan vedkommende havde givet sig selv til Djævelen.
Tortur har været en velkendt forhørsmetode ligeså lang tid der har været jura, siden romertiden, indtil der i 1700-tallet påbegyndtes et opgør. I den tidligere del af middelalderen var det
ordalet (de)
der fremherskede, en 'guds prøvelse' hvorunder den anklagede kunne vise sin uskyld - noksom bekendt er jernbyrden og vandprøven, der blev afskaffet ved lateran-konciliet af 1215, for kirkerettens vedkommende. Som følge af den katolske inkvisitions virke udkom senere den pavelige bulle
Ad exstirpanda (de)
af 1252, der legitimerede den pinefulde afhøring af kættere, og den pavelige bulle
Super Illius Specula (fr)
af 1326 legitimerede den pinefulde afhøring af troldomsudøvere og lignende.
Det er muligt - og almindeligt anerkendt - den verdslige ret overtog den inkvisitoriske retsproces fra kirkens retspraksis, men ifølge Hugo Zwetsloot blev forhøret reelt taget i brug som følge af de mere ordnede retsforhold der efterhånden indfandt sig, omkring højmiddelalderen, hvorunder øvrighedspersoner overtog sagsøgers rolle - dvs. for at opretholde ro og orden. Den inkvisitoriske retsproces så den anklagedes tilståelse som et nødvendigt element i domsafsigelsen, og for at opnå denne bekendelse kunne der i visse tilfælde bruges tortur. Det gjaldt specielt grove forbrydelser, og i øvrigt blev anvendelsen reguleret af mange bestemmelser.

## Danmark
I perioden fra 1540 til 1693, hvor den sidste heksebrænding skete, kendes tusind hekseprocesser. Mellem 1.300 og 2.000 hekse blev brændt, heraf blev mindst tusind kvinder brændt levende på bålet. Frifindelse var lige så almindelig som domfældelse, især efter 1576, da alle dødsdomme i heksesager skulle appelleres til landstinget. Ifølge Louise Hauberg Lindgaard drejer det sig om henved tusind henrettelser, og på den måde altså - antageligvis - henved et par tusind retsforløb. Indtil året 1660 var den højeste retsinstans Kongens Retterting, og her endte i alt 44 sager, som i de fleste tilfælde førte til frifindelse eller nedsat straf. Efter ediktet fra 1686, at der ikke måtte afsiges dødsdom over hekse uden højesterettens ord, ebbede heksejagten ud. Gustav Henningsen vurderer omfanget af heksejagten som forholdsvis beskedent, og at det beskedne omfang ofte tilskrives to bestemmelser fra 1547, der anses for enestående i Europa. Ifølge den ene var udsagn fra personer dømte for tyveri, forræderi og trolddom, ikke at anse som pålidelige vidner i processer mod andre. Ifølge den anden bestemtes, at "ingen skal pinligen forhøres, førend han er dømt". Disse bestemmelser forhindrede domsprocessen over en heks førte til anklager mod andre. I en senere artikel noterer Henningsen dog at der alligevel findes nogen belæg for kædeprocesser.
I modsætning til i mange andre lande var det sjældent forekommende, at hekseanklagerne omfattede seksuel omgang med djævelen, i stedet fandtes anklagerne hyppigt baseret på "forgørelse", dvs. anklager om at have forvoldt død eller ulykke over andre mennesker gennem trolddom.
Den første dokumenterede hekseproces forgik i Stege i 1540, hvor en kvinde blev dømt til at brændes på bålet. Den største danske hekseproces - kaldt for Køge Huskors - foregik i 1612 i Køge. Her blev mindst 15 kvinder dømt til bålet. I både Danmark og Norge blev den heksedømte kvinde brændt levende, bundet til en stige, som blev væltet ind i bålet, når flammerne havde taget fat.
Få af de dømte har efterladt sit portræt, men Dorthe Jensdatter Kjærulf, der blev dømt til bålet for trolddom i Ålborg i 1620, er afbildet på et gravminde fra 1609 i Vor Frue Kirke i Ålborg sammen med sine tre døtre og to afdøde ægtemænd. Hun var veninde med den adelige Christence Kruckow fra Fyn, som var flyttet til Ålborg efter anklager om hekseri. I 1611 blev de, sammen med andre kvinder, grebet i at foretage en rituel fødsel af et voksbarn til brug i trolddomsritualer mod deres uvenner. Men det blev først nogle år senere at de fik deres dom. I 1617 blev der fundet mystiske snore og snarer udspændt i Ålborgs haver, og den opskræmte befolkning mistænkte, at hunde og grise under djævelens ledelse holdt natlige gudstjenester i Vor Frue Kirke. Heksene - altså førnævnte Christence Kruckow og Dorthe Jensdatter - blev også mistænkt for at have myrdet byens borgmester, Niels Iversen Skriver. Dorthe blev brændt, mens Christence som adelig blev halshugget.
Hvad rette troldfolk angår, som har forbundet sig med djævelen eller omgås ham, skal det forholdes efter love og recessen. Men de som indvikler sig med sådanne folk og tillader sig at lade dem udrette noget med sin troldkunst, straffes uden nåde på sin hals.
Omkring 60 % af alle registrerede trolddomssager i Jylland, der er den landsdel, som har det mest komplette kildemateriale, fandt sted i de første ti år efter forordningens udstedelse.
En af de mest berømte heksesager var retssagen mod Maren Splids i Ribe. Hun blev brændt som heks den 9. november 1641 efter at Christian 4. personligt havde involveret sig i sagen. Netop en forordning af 12. oktober 1617, underskrevet af Christian 4., har sandsynligvis medvirket til, at antallet af hekseprocesser mod kvinder steg i de følgende år. Forordningen kendes i dag som Troldomsforordningen og blev dengang skrevet for at markere 100-årsjubilæet for Luthers opslag på kirkedøren i Wittenberg. Forordningens ord om straf for medvidere, altså dem der søgte råd hos troldfolk, og mere drastisk såvel de øvrighedspersoner - fogeder og lignende - der bare kendte til troldfolk, har sikkert virket ansporende, men efter en brat stigning i antallet af trolddomssager i forordningens første tiår faldt antallet støt. Gustav Henningsen noterer dog at arkivmaterialet er mangelfuldt netop i perioden forud, og helt mangler fra år 1650 til 1682. Den sidste officielt dømte heks var Anne Palles, der blev brændt den 4. april 1693.

### Besættelsen i Thisted og trolddomsprocessernes ophør
Foranlediget af Besættelsen i Thisted, 1696-1698, kom det til noget af et opgør med de officielle hekseprocesser. Præsten Ole Bjørn i Thisted havde holdt hus med 13 kvinder, fortrinsvis af en ung alder. Omend historien ikke er ligetil, så gik det kort og godt ud på at præsten formodede kvinderne var besat af djævelen, og under tumulten blev efterfølgende udpeget 3-4 hekse.
På det lokale herredsting sættes i gang med at undersøge sagen. Da en af heksene endelig tilstår sender Ole Bjørn besked til biskoppen i Ålborg, Jens Bircherod, og herefter ændrer sagen karakter. Ole Bjørns handlemåde kommer i søgelyset, og han bliver i den anledning suspenderet, mens de besatte kvinder nu udspørges efter den formodning at de har foregivet eller indbildt sig deres tilstand. En af kvinderne var svanger, men hverken hun eller barnet overlevede - omstændighederne er ikke helt klare. En anden blev svanger da hun blev 'besovet' med "den skælmske bysvend", undervejs i undersøgelserne.
Biskoppen har fortsat sit engagement under regi af en kongelig kommissionsdomstol. Her bliver flere af de besatte kvinder dømt til døden, og Ole Bjørn dømt til landsforvisning og frataget magistertitel og embede. Landstinget har allerede frikendt heksene men sagen finder alligevel vej til højesteret, der ikke kun skal tage stilling til kommissionsdomstolens dødsdomme, men for sagsforholdet til samtlige af de anklagede. Tilsyneladende stod heksene ikke tiltalt for højesteret - de var jo også frikendt. Straffen blev mildnet for kvinderne, to blev dømt til kagstrygning, dvs. piskning, og herefter livsvarigt fængsel, mens tre måtte i spindehuset, (?). Ole Bjørn blev frakendt embede og gejstligt privilegium og tillige idømt livsvarigt fængsel, i februar 1699, men blev benådet samme år. De fængslede kvinder blev benådet i år 1700, dog en enkelt måtte sidde til 1703.
Arne Magnusson, grundlæggeren af den Arnamagnæanske Samling, udgav kort efter en udførlig beretning om forløbet, men det kan tænkes denne publikation har været iscenesat, omend det dog er ganske vist at Arne Magnusson havde del i skriftets tilblivelse. Det hører også med til historien flere af højesterets dommere i deres votering mente at sagsakterne skulle destrueres. Det kom - efter alt at dømme - ikke til at ske, da det lykkedes Anders Bæksted at publicere et ofte citeret to-bindsværk om affæren.
Efter mildnelsen af retspraksis overfor hekse og lignende forekom flere hændelser, hvorunder folk tog sagen i egen hånd; de to skrappeste er fra år 1722 og år 1800: I 1722 blev en kvinde pryglet og brændt. Selvtægtsfolkene blev straffet, to blev henrettet, en blev dømt til livsvarigt strafarbejde og yderligere fem fik dom. Fra år 1800 berettes om den 82-årige Anna Klemens der kom til en gård i Brigsted ved Horsens, hvor en klog (men smuk ung) kone behandlede en dreng. Da Anna kom ind, forlyder det at den kloge kone råbte: "Her er mesteren for alt hekseriet!" Hun kommanderede seks omkringstående mænd til at prygle Anna, og fik hende til at bekende hun var heks. De fortsatte mishandlingen indtil hun til sidst døde af det. Også her blev selvtægten straffet. Den kloge kone blev halshugget og mændene blev landsforvist. Men i lovens ord var trolddom strafbart, og det blev først ændret 1866.
I Gustav Henningsens artikel "Hekseforfølgelse efter »hekseprocessernes tid«. Et bidrag til dansk etnohistorie" findes en længere liste over heksemestre, dvs. de der signer og maner for at modvirke heksekunst.
Som en afsluttende anekdote kan fortælles om en hændelse fra Ærø i 1934, hvorunder en mand kom under anklage fra naboerne, som påstod, at han ville skade dem ved at drysse et magisk pulver ud over deres rabarberbed. Anklagerne måtte siden indrykke en notits i den lokale avis, hvor de gendrev deres egne rygter, så deres nabo genvandt sit gode omdømme og så var retsforløbet denne gang faktisk en injuriesag mod naboerne.

## Norge
I Danmark kendes hekseprocesserne allerede kort efter reformationen; men i Norge - som i øvrigt fra 1536 var en del af rigsfællesskabet Danmark-Norge - var man en generation senere ude. Mod skadevoldende magi havde der været dødsstraf siden middelalderen, og det kan tænkes der ikke blev ført retssager om det, fordi folk sandsynligvis mente de kunne beskytte sig ved andre forholdsregler, som kors over døren og stål i vuggen, så huldren ikke tog barnet og lagde en skifting i stedet. Blandt den almindelige befolkning har der været skepsis over for beskyldninger om trolddom.
Først fra 1560'erne kendes de første sager, og der var tydelig skepsis til de fremsatte anklager. De fleste anklagede i 1500-tallet blev løsladt, og den danske lagmand i Oslo, Nils Stub, lod de fleste slippe ved hjælp af gode skudsmål fra bekendte. Men i Trøndelag, Agder og på Vestlandet var der mere pågående lensherrer og fogeder.
Dommen mod præsteenken Anne Pedersdatter i 1590 blev for alvor indledningen til hekseforfølgelser i Norge. Som Absalon Pedersson Beyers enke tilhørte hun Bergens øvre samfundslag, men efter at en anden kone havde anklaget hende for trolddom kunne selv det ikke hindre at der opstod rygtespredning og at ravne og krager på hendes ejendom blev udlagt som "dæmoner" og skudt. Den retslige proces blev, typisk for tiden, henlagt. Der måtte gå 15 år førend Anne Pedersdatter igen blev anklaget. Hendes søn, præsten Absalon, mødte for hende, men hun blev hentet med tvang og sad fængslet i Bergens rådhuskælder. Dokumenterne er blandt de mest omfangsrige fra nogen norsk trolddomssag, og blev genfundet i danske arkiver i 1890. Anne skulle have taget livet af fem mennesker ved at kaste sygdom på dem. Særlig alvorligt var det, at hendes tjenestepige gennem 20 år anklagede Anne for at have brugt hende som ridehest når de fløj gennem luften til heksesabbat på Lyderhorn og Fløyen. Tre julenætter på rad skulle Anne have mødt andre troldkvinder på Lyderhorn i Bergen, og planlagt at føre brand og naturkatastrofer over byen ved bjergets fod. Anne svarede godt for sig, men blev alligevel fundet skyldig og dødsdømt. To præster støttede hende, også på vejen til heksebålet. Sagen skabte en splittelse mellem Bergens gejstlighed og borgere så dyb, at den danske statholder i Norge, Axel Gyldenstierne, fik klar besked fra København om at få orden på det. Afdødes svigersøn appellerede til Christian 4., hvor han insisterede på, at det var lensherren på Bergenhus, der af gammelt had til Anne Pedersdatter havde presset lagmanden og byrådet til at dømme hende som heks. Kongen afslog alligevel en oprejsning for hende i 1598.
Det skete også at den anklagede gik fri, eller at den der rejste anklage om hekseri endte med selv at blive anklaget, men i de fleste tilfælde syntes straffen her at stå ude af proportion til forbrydelsen: Fogeden i Bergen holdt en kvinde fængslet på Bergenhus fæstning for trolddom i 1576. Hun blev mishandlet, men til sidst opfordret at gøre sin døl, dvs. fremskaffe 11 "uberygtede dannekvinder", der ville sværge på, at hun var troværdig. Det gjorde de, så hun efter norsk lov fik gjort sin døl for lensherre, lagmand, borgmester og råd, og blev frifundet, stadfæstet 1578 af den samme herredag - en slags forløber for nutidens højesteret, men altså ikke Kongens Retterting - der behandlede klagerne mod den danske lensherre Erik Munk i Nedenes Amt. Denne lensherre havde ladet flere kvinder henrette, og bemægtiget sig gård og ejendom af andre, han satte under mistanke. På herredagen i 1578 var han anklaget for at bryde loven af 1545 ved at lade kvinder brændes på bål uden anden begrundelse end rene beskyldninger. Munk blev dømt til at levere det konfiskerede gods tilbage. Alligevel gav de danske myndigheder ham adelsbrev i 1580.
Ligeså uheldig var fogeden hos lensherre Ludvig Munk i Gauldalen, der blev indklaget for herredagen i 1597. Fogeden havde fængslet og tortureret en kvinde efter at have beskyldt hende for trolddom, og selv om hun ikke tilstod, blev hun brændt. Han var ikke mødt frem på tinget, hvor folk havde givet hende et godt skudsmål, men på herredagen henviste Gauldalsfogeden til vidnesbyrd fra to domfældede personer; det var ikke lovligt bevis, og herredagen dømte og afsatte fogeden.
Blandt gejstligheden i Norge var en af de ivrigste lutheranere biskop Jørgen Erikssøn i Stavanger. Han var uddannet i København og Wittenberg og havde kontakt med Peder Palladius og Niels Hemmingsen. Han skrev til Frederik 2. og klagede over ukristelige, katolske skikke i Stavanger stift med bønner og overtro. Og lagmanden i Stavanger len anvendte "kloge koner". Brevet resulterede i en forordning fra 1584 for Stavanger stift med dødsstraf selv for velmente handlinger som dem, "kloge koner" bedrev. Efter sigende havde kong Frederik udstedt forordningen, fordi han nu var klar over, at der i Norge "bruges stor ukristelig utilbørlighed med signelse og trolddomskunster", og 1593, i Christian 4.'s regeringstid, blev den gjort gældende for hele landet. Trolddomsforordningen af 1617 - "om troldfolck oc deris medvidere" - erstattede dødsstraffen med landsforvisning, men det gjaldt dog kun for signeriet, og ligesom i Danmark medførte forordningen en brat stigning i antallet af hekseprocesser.
I 1609 udformede Christian 4. en forordning, der påbød embedsmændene at holde specielt øje med samer, som blev anset for at være særligt hjemfaldne til trolddom. I Finnmark, indtil 1660, blev 92 personer henrettet, ud af i alt 138 anklagede, mens der i den øvrige del af Norge var ca. 175 henrettelser. Herefter bremsede lokale embedsmænd tilsyneladende heksejægerne, for der kendes kun seks henrettelser efter 1671.
Det tyndt befolkede Nordnorge tegnede sig for mere end 40% af kendte dødsdomme - her udgjorde samer omkring en femtedel af de anklagede. Samlet er der i Norge registreret 50 dødsdomme mod mænd, og lidt flere end 250 mod kvinder. I det vestlige Finnmark var der flere mænd end kvinder blandt de dømte, måske pga. den samiske andel af befolkningen.
En af de sidste, der blev dømt for hekseri i Norge, var Marit Rasmusdotter Bjørdal fra Sunnylven, som på Stranda 28. marts 1664 blev dømt til halshugning og derefter bålet. Henrettelsen fandt sted på Stordalsholmen ved Storfjorden på Sunnmøre. Her var den dømte altså død, inden hun blev brændt. I september 1670 blev bondekonen Lisbet Pedersdatter Nypan brændt i Trondheim; hendes mand Ole blev halshugget. Lisbet var fra 1640'erne kendt som "klog kone", som mod betaling helbredte syge ved at læse i salt og saltknuder. En kvinde hævdede at have fået det bedre efter en drik af hospitalsjord rørt med vand og salt. Det var først efter en uenighed om betaling, at bygdefolket anklagede Lisbet og Ole Nypan for at have påført dem sygdom. Bøddelen fik 11 rigsdaler for at gennemføre henrettelserne. Ved boopgørelsen fra januar 1671 efterlod ægteparret sig lidt mere end 85 rigsdaler og havde altså siddet i ret jævne kår. En stavformet genstand fremvises ved Maihaugen i Lillehammer som Lisbets 'luftbærende' kosteskaft. 17. maj 2005 blev der afduget en skulptur til hendes minde.[kilde mangler]
Den allersidste kendte brænding af en dømt heks i Norge var Johanne Nilsdatter i Kvæfjord i 1695.

## Sverige
I 1500-tallet var der blot få, spredte tilfælde af domfældelser for hekseri, idet kirken fortrinsvis koncentrerede sig om at domfælde kættere. Karl 9. bøjede sig i 1608 for et ønske fra kirken om at tillade tortur i sager om blandt andet hekseri og sodomi. Dette var begyndelsen til en række processer, der kulminerede i 1670'erne. Karl 10. døde den 12. februar 1660, og selv om hans fireårige søn Karl 11. blev kronet samme dag, regerede rigsrådet som formynderimagt de følgende 12 år. Medlemmerne heraf interesserede sig ikke synderligt for rygterne om hekseri, men da der opstod tumult i forbindelse med anklager for hekseri, især i Dalarna, nedsatte rådet forskellige kommissioner, der skulle undersøge anklagerne. Fra 1669 til 1676 bredte anklagerne og efterfølgende processer sig til store dele af Sverige, indtil den nu myndige konge satte en stopper for dette gennem udstedelse af en kongelig forordning. Baggrunden herfor var, at hekserikommissionen i Stockholm fik flere børnevidner til at tilstå, at de ikke havde været på Bloksbjerg, men var blevet truet eller lokket til at vidne mod "heksene". På dette tidspunkt var mere end 300 blevet henrettet for hekseri i Karl 11.'s regeringstid. Langt de fleste af disse blev fældet af børnevidner, der fortalte om heksenes forførelse af dem på rejser til Bloksbjerg. En mulig forklaring på, at op mod 100 børn kunne vidne mod samme "heks" er, at forældre, der var rædselsslagne over, at deres børn var truede, oprettede vågestuer, hvor de voksne vågede over op til en snes børn, som udvekslede "erfaringer" med hinanden. En del af heksene tilstod deres forbrydelse; ved en tilståelse undgik de at blive brændt levende, men blev i stedet halshugget før bålet, og præsterne forsikrede, at den angrende synder ville komme i paradis.

## Ældre forskning om den europæiske heksekunst (bogliste)
1. ↑  Thomasius (1712) "Dissertatio de origine ac progressus inquisitorii contra sagas" ["Afhandling over oprindelse og forløb af inkvisitionsprocesserne mod hekse"] 
Soldan (de) (1843) "Geschichte der Hexenprozesse" ["Hekseprocessernes historie"]
2. ↑  Freytag (de) (1859) "Bilder aus der deutschen Vergangenheit". 
Burckhardt (1860) "Kultur der Renaissance in Italien" ["Renæssancekulturen i Italien"] 
Murray (de) (1921) "The Witch Cult in Western Europe" ["Heksekulten i Vesteuropa"]
3. ↑  Bezold (1922) "Fortleben der Antiken Götter im mittelalterlichen Humanismus", ["De antikke guders beståen i middelalderens humanisme"]
4. ↑  Snell (de) (1891) "Hexenprozesse und Geistesstörung" ["Hekseprocesser og sindsforstyrring"]
5. ↑  Michelet (1862) "La Sorciere" ["Troldkvinden"] 
Reuss (en) (1871) "La sorcellerie au seizieme et au dixseptieme siecles, particulierement en Alsace d'apres de documents en partie inedits" ["Trolddom i det 16. og 17. århundrede, specielt i Alsace, ifølge partvis upublicerede tekster"]

1. ↑  Bernhard refererer her til studiet af Schier (1990) "Hexenwahn und Hexenverfolgung. Rezeption und politische Zurichtung eines kulturwissenschaftliches Tema im Dritten Reich" ["Heksemani og hekseforfølgelse. Reception og politisk tilpasning af et kulturvidenskabeligt tema i Det Tredje Rige"]
  - Ludendorff (1934) "Christliche Grausamkeit an Deutschen Frauen" ["Kristen grusomhed mod tyske kvinder"]

Tidlige eksponenter for antropologiens og etnografiens nyere terminologier:
- Varga (de) (1939) "Sorcellerie d'hier. Enquete dans une vallee ladine." ["Gårsdagens troldom. Et undersøgende foretag fra en ladinsk dal-egn."]
- Peuckert (de) (1951) "Geheimkulte" ["Hemmelige kulte"]
- Macfarlane (de) (1970) "Witchcraft in Tudor and Stuart England. A regional and comparative study." ["Heksekunst i Tudor og Stuart England. Et regionalt og sammenlignende studie."]

## Hekseforfølgelse i moderne tid
Den folkelige tro på magiske kræfter hos enkeltpersoner findes i mange afrikanske lande, blandt andet Congo og Ghana og flere indiske distrikter, Thailand og sporadisk fra talrige områder verden over. Drab og grove overgreb som følge heraf søges imødegået både ved en international indsats, navnligt ved FN's Flygtningehøjkommisariat, og i nogle tilfælde ved indgriben fra lokale myndigheder.
Både i Indien og Saudiarabien findes love mod udøvelsen af heksekunst, og i Saudiarabien kan det også føre til henrettelse.

## Eksterne links
- Jojken (samer.se)
- Chr. IV (chr4.dk)
- Ottar (uit.no - temahæfte fra Tromsø om trolddom)